# Jan Schur
Jan Schur   (Leipzig, 27 de novembre de 1962) és un ciclista alemany, ja retirat, que va córrer professionalment entre 1990 i 1994, tot i que els seus principals èxits van ser com amateur competint per l'Alemanya de l'Est. El 1988 va prendre part en els Jocs Olímpics d'Estiu de Seül, on va guanyar la medalla d'or en la prova em contrarellotge per equips del programa de ciclisme. Formà equip amb Uwe Ampler, Mario Kummer i Maik Landsmann.
Entre 1981 i 1989 va ser un informador de l'Stasi amb el nom en clau "Reinhold".
És fill del també ciclista Gustav-Adolf Schur.

## Palmarès
- 1982
  - Vencedor d'una etapa de la Volta a Polònia
- 1986
  - Vencedor d'una etapa del Circuit Franco-belga
- 1987
  - Vencedor d'una etapa de la Volta a Suècia
  - Vencedor d'una etapa de la Volta a Grècia
- 1988
  -  Medalla d'or als Jocs Olímpics de Seül a la prova de Contrarellotge per equips, amb Uwe Ampler, Mario Kummer i Maik Landsmann.
  - Vencedor d'una etapa del Gran Premi Guillem Tell
  - Vencedor d'una etapa del Tour de Valclusa
- 1989
  -  Campió del món dels 100 km contrarellotge per equips en ruta, amb Mario Kummer, Maik Landsmann i Falk Boden
  - Vencedor d'una etapa de la Volta a Grècia

### Resultats al Tour de França
- 1990. 105è de la classificació general
- 1991. 139è de la classificació general

### Resultats al Giro d'Itàlia
- 1990. 91è de la classificació general
- 1992. 124è de la classificació general